# Chazelles (Haute-Loire)
Chazelles település Franciaországban, Haute-Loire megyében. Lakosainak száma 32 fő (2022. január 1.). Chazelles Desges, Langeac, Pébrac, Tailhac és Venteuges községekkel határos.

## Népesség
A település népességének változása:
| Lakosok száma | 26   | 27   | 32   | 33   | 41   | 40   | 35   | 33   | 32   | 32   |
|               | 1968 | 1982 | 1990 | 2006 | 2013 | 2015 | 2017 | 2019 | 2020 | 2022 |